# محوطه مریان ۸
محوطه مریان ۸ در شهرستان طوالش، بخش مرکزی، روستای مریان واقع شده و این اثر در تاریخ ۲۷ بهمن ۱۳۸۲ با شمارهٔ ثبت ۱۱۰۰۸ به‌عنوان یکی از آثار ملی ایران به ثبت رسیده است.